# Wołma (rejon dzierżyński)
Wołma (biał. Воўма, Волма) – agromiasteczko (dawniej miasteczko) na Białorusi, w obwodzie mińskim, w rejonie dzierżyńskim, w sielsowiecie Putczyna.
Siedziba rzymskokatolickiej parafii św. Jana Chrzciciela.

## Historia
Miasto magnackie położone było w końcu XVIII wieku w powiecie mińskim województwa mińskiego. 
W XIX i w początkach XX w. miasteczko i majątek ziemski położone w Rosji, w guberni mińskiej, w powiecie mińskim, w gminie Rubieżewicze.
W dwudziestoleciu międzywojennym miasteczko, folwark i osada leżącę w Polsce, w województwie nowogródzkim, do 1926 w powiecie stołpeckim, następnie w powiecie wołożyńskim. Siedziba gminy Wołma. Demografia w 1921 przedstawiała się następująco:
|                  | Liczba mieszkańców | Budynki | Narodowość  | Narodowość | Narodowość        | Wyznanie    | Wyznanie   | Wyznanie |
| Polacy           | Liczba mieszkańców | Budynki | Białorusini | Żydzi      | rzymskokatolickie | prawosławne | mojżeszowe |          |
| ---------------- | ------------------ | ------- | ----------- | ---------- | ----------------- | ----------- | ---------- | -------- |
| miasteczko Wołma | 298                | 41      | 152         | 5          | 141               | 143         | 6          | 149      |
| folwark Wołma    | 91                 | 5       | 91          | –          | –                 | 85          | 5          | 4        |
| osada Wołma      | 14                 | 3       | 14          | –          | –                 | 14          | –          | –        |

Po II wojnie światowej w granicach Związku Sowieckiego. Od 1991 w niepodległej Białorusi.

## Wołma w kulturze
Miejscowość pojawia się na kartach powieści Sergiusza Piaseckiego Kochanek Wielkiej Niedźwiedzicy.

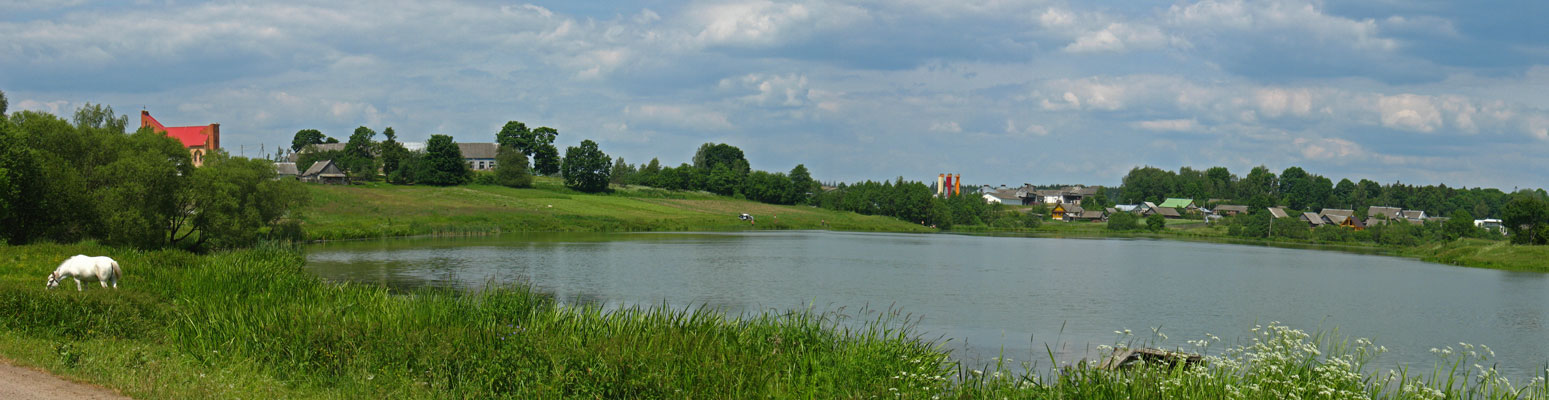
Panorama wioski
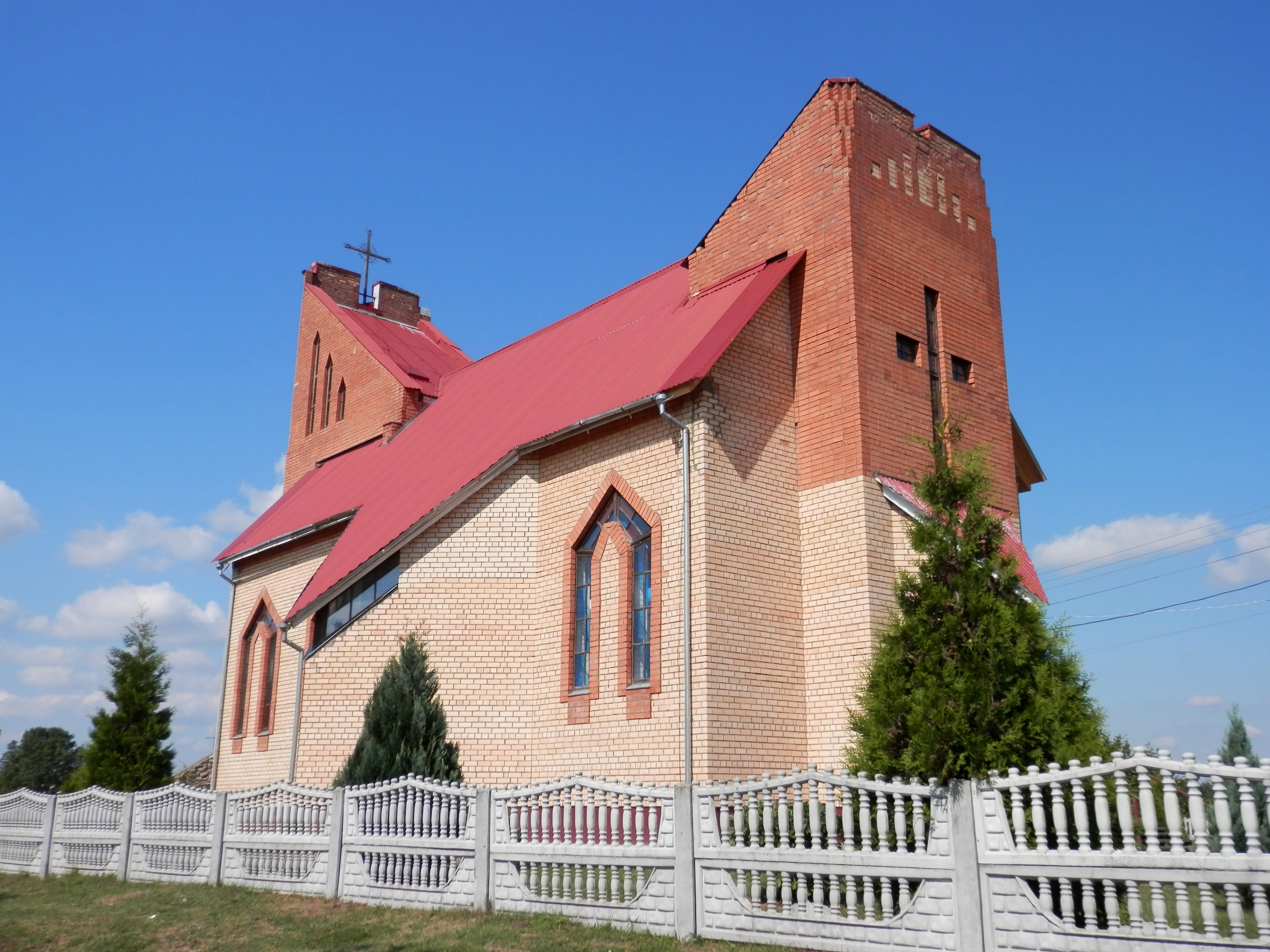
Kościół pw. św. Jana
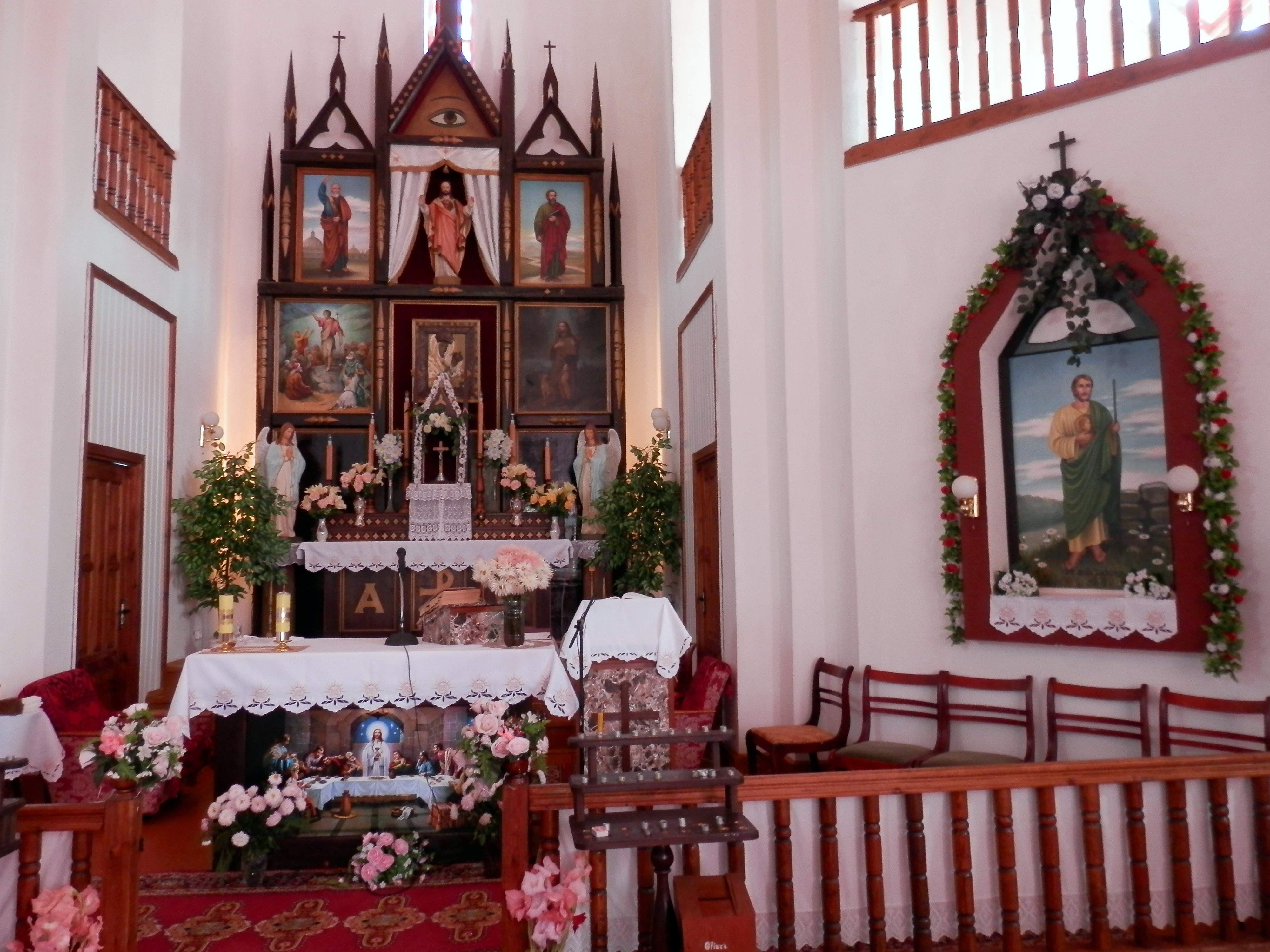
Wnętrze kościoła